# Ctenus tamerlani
Ctenus tamerlani este o specie de păianjeni din genul Ctenus, familia Ctenidae, descrisă de Roewer, 1951.
Este endemică în Myanmar. Conform Catalogue of Life specia Ctenus tamerlani nu are subspecii cunoscute.